# Зубастые птицы
Зубастые, или зубочелюстные птицы (также одонторниты; лат. Odontornithes, Odontognathae или Odontoholomorphae) — выделявшийся в прошлом подкласс вымерших птиц, существовавших в меловом периоде. Наличие зубов считается главной характеристикой этого подкласса птиц. Такое название предложил американский палеонтолог Марш после ряда находок в меловых отложениях восточного склона Скалистых гор в течение 1870—1880 годов. В 1885 году его поддержал Стейнегер. По мнению первых классификаторов зубастые птицы делились на два отряда: гесперорнисы и ихтиорнисы. Главным отличием найденных Маршем птиц является присутствие в верхнечелюстных и нижнечелюстных костях зубов. Найденные в числе более 100 экземпляров остатки зубастых птиц принадлежат к двум группам, более различающимся между собою, чем какие-либо ныне живущие птицы.

## Одонтотормы

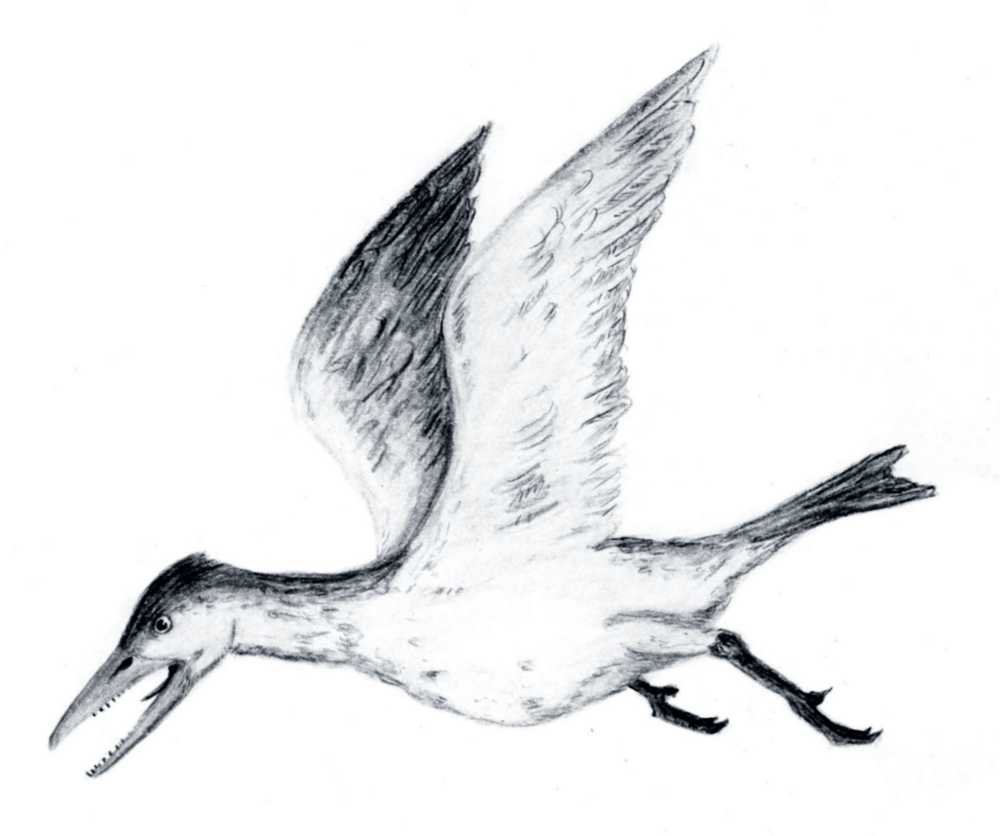
Ихтиорнис

Представители первой (Odontotormae) характеризовались зубами, сидящими в отдельных луночках, представители второй (Odontoholcae) — сидящими в общей бороздке. Odontotormae, насколько известно, были небольшие птицы (не более голубя) с сильно развитыми крыльями и мало развитыми ногами; они напоминают несколько крачек (Sterna) и, вероятно, вели такой же образ жизни; кости их были пневматичны (то есть наполнены воздухом). Некоторые анатомические признаки, как двояковогнутые позвонки, резко отличали их от всех остальных живых и ископаемых птиц. Череп был довольно большим, швы его почти сглажены, квадратная кость (как у Odontoholcae) похожа на квадратную кость страусов; мозг мал и, подобно мозгу Odontoholcae, в общих чертах сильно напоминает мозг пресмыкающихся, имеет удлинённую форму и сильно выдающиеся оптические доли. Ветви нижней челюсти соединены спереди лишь хрящом. Часть их, несущая зубы, чрезвычайно похожа на соответственные части мелких мозазавров. Зубы остры и сильно загнуты назад, при смене зубов новый развивался под старым. Хвост, передние и задние оконечности и грудная кость — как у нынешних птиц. Таз напоминает пресмыкающихся; крестцовых позвонков десять. Птицы эти (по крайней мере, судя по наилучше исследованной Ichthyornis), имели перья, что видно по следам прикрепления их на предплечии.

## Одонтохолки
Odontoholcae имели совершенно другой внешний вид. Это были крупные (наилучше исследованный Hesperornis regalis длиной до 1,8 метра, a Lestornis crassipes — значительно больше) плавающие и ныряющие птицы, с совершенно неразвитыми передними конечностями (существовала лишь рудиментарная плечевая кость, а плечевой пояс и грудная кость были слабо развиты). Это были больше плавающие птицы, чем пингвины. Вытянутая передняя часть челюстей была, по-видимому, снабжена роговым покровом; крупные крючковатые зубы сидели в общих, едва подразделённых бороздках в верхней в нижней челюсти (но не в межчелюстных костях); зуб, сменявший старый, развивался рядом с ним. Позвонки в общем похожи на позвонки теперешних птиц. Очень сильно развитый хвост состоял из 12 позвонков, которые не образовали кончиковой кости, как у ныне живущих птиц. Таз в общем сходен с тазом гагар (Colymbus), но представлял более сходства с тазом пресмыкающихся. В задних конечностях плюсневые кости сращены, но швы заметны. Кроме Hesperornis и Lestornis, остальные американские представители мало исследованы; то же относится и к найденным в Европе.

## Дискуссии и альтернативные классификации
Позднее самая характерная черта зубастых птиц — наличие зубов — стала подвергаться сомнению как главный показатель принадлежности к подклассу. В результате некоторые учёные поэтому стали включать зубастых птиц в подкласс Neornithes (то есть новые, или современные, птицы). В целом по состоянию на начало XXI века подкласс зубастых птиц считается устаревшим, но полностью не отвергается.